# Рон (округ, Теннесси)
Округ Рон (англ. Roane County) располагается в штате Теннесси, США. Официально образован в 1801 году. По состоянию на 2010 год, численность населения составляла 54 181 человек.

## География
По данным Бюро переписи США, общая площадь округа равняется 1023,051 км2, из которых 934,991 км2 — суша, и 88,060 км2, или 8,610 % — это водоёмы.

## Население
По данным переписи населения 2010 года в округе проживает 54 181 житель в составе 22 376 домашних хозяйств и 15 450 семей. Плотность населения составляет 59,00 человек на км2. На территории округа насчитывается 25 716 жилых строений, при плотности застройки около 28,00-ми строений на км2. Расовый состав населения: белые — 94,40 %, афроамериканцы — 2,70 %, коренные американцы (индейцы) — 0,30 %, азиаты — 0,50 %, гавайцы — 0,00 %, представители других рас — 0,17 %, представители двух или более рас — 1,60 %. Испаноязычные составляли 1,30 % населения независимо от расы.
В составе 23,90 % из общего числа домашних хозяйств проживают дети в возрасте до 18 лет, 53,80 % домашних хозяйств представляют собой супружеские пары, проживающие вместе, 10,90 % домашних хозяйств представляют собой одиноких женщин без супруга, 31,00 % домашних хозяйств не имеют отношения к семьям, 26,90 % домашних хозяйств состоят из одного человека, 12,20 % домашних хозяйств состоят из престарелых (65 лет и старше), проживающих в одиночестве. Средний размер домашнего хозяйства составляет 2,39 человека, и средний размер семьи — 2,88 человека.
Возрастной состав округа: 20,80 % — моложе 18 лет, 18,60 % — от 18 до 24, 0,00 % — от 25 до 44, 0,00 % — от 45 до 64, и 0,00 % — от 65 и старше. Средний возраст жителя округа — 44.9 лет. На каждые 100 женщин приходится 96,60 мужчин. На каждые 100 женщин старше 18 лет приходится 92,85 мужчин.
Средний доход на домохозяйство в округе составлял 33 226 USD, на семью — 41 399 USD. Среднестатистический заработок мужчины был 32 204 USD против 22 439 USD для женщины. Доход на душу населения составлял 18 456 USD. Около 10,30 % семей и 13,90 % общего населения находились ниже черты бедности, в том числе — 18,80 % молодежи (тех, кому ещё не исполнилось 18 лет) и 13,80 % тех, кому было уже больше 65 лет.